# CAC Wirraway
Il CAC Wirraway (in aborigeno sfida) fu un monomotore da addestramento ad ala bassa prodotto dall'azienda australiana Commonwealth Aircraft Corporation (CAC) tra il 1939 ed il 1946 ed utilizzato principalmente dalla Royal Australian Air Force durante la seconda guerra mondiale.
L'aereo fu una versione australiana dell'addestratore statunitense North American NA-16. Nel corso del conflitto il Wirraway servì come punto di partenza per la progettazione del caccia d'emergenza CAC Boomerang.

## Storia del progetto
Tre ufficiali della Royal Australian Air Force, guidati da Lawrence Wackett, vennero mandati oltreoceano in missione nel 1936 per valutare un tipo di aereo per la produzione locale in Australia. L'aereo selezionato fu un North American NA-16. Le licenza di produzione iniziarono nel 1937 e due NA-16 vennero acquistati dalla North American Aviation per servire da prototipi. Tra questi un aereo con carrello fisso designato NA-16-1A dalla North American (simile al BT-9) ed un aereo con carrello retrattile chiamato NA-16-2K dalla North American (simile al BC-1). Il NA-16-1A arrivò in Australia nell'agosto 1937 e dopo l'assemblaggio volò per la prima volta a Laverton il 3 settembre dello stesso anno, esattamente due anni prima della guerra dichiarata dalla Germania al Regno Unito e Francia. Il NA-16-2K arrivò in Australia nel settembre 1937 e volò poco dopo. Questi aerei ricevettero i numeri A20-1 e A20-2 dalla RAAF.
Il NA-16-2K fu designato per la produzione. Con diversi cambiamenti strutturali e altri dettagli, come l'installazione di due mitragliatrici sul davanti, e il rafforzamento della struttura per consentire il bombardamento in picchiata, il primo CA-1 Wirraway, con il numero di serie A20-3, fece il primo volo il 27 marzo 1939. L'aereo venne mantenuto dalla CAC per diversi mesi di test e i primi due Wirraway vennero consegnati alla RAAF con numero A20-4 e A20-5, il 10 luglio 1939. A causa della seconda guerra mondiale la RAAF ricevette un totale di sei Wirraway. Quaranta CA-1 Wirraway vennero costruiti prima dell'entrata in servizio del CA-3. Anche se ci sono state particolari modifiche al progetto, il cambiamento nel nome del progetto era dato più a che fare con la prossima partita di Wirraway che al diverso cambiamento di contratto con il governo. Il CA-5, CA-7, CA-8 ed il CA-9 aerano tutti simili al CA-3 e solo il CA-16 aveva subito cambiamenti radicali nel progetto. Questi includono la modifica alle ali per permettere l'allogiamento di una pesante bomba e freni aerei per il bombardamento in picchiata. Le impostazioni delle ali nei "bombardieri in picchiata" (come lo era il CA-16) vennero costruiti sotto la designazione di CA-10A (il CA-10 divenne una variante da bombardamento in picchiata che non fu mai costruita) e adattarli ai CA-3, -5, -7 e -9; 113 Wirraway vennero convertiti. Diciassette Wirraway vennero modificati dopo la guerra e consegnati alla Royal Australian Navy (RAN), le modifiche vennero incorporate sotto la progettazione della CAC di nome CA-20. I 17 includono un CA-1, un CA-5 e numeri di tutte le seguenti varianti e operarono sotto il numero di serie che avevano ricevuto nella RAAF. La produzione continuò anche dopo la fine della seconda guerra mondiale; CA-16 A20-757; l'ultimo dei 755 Wirraway costruiti venne consegnato alla RAAF nel luglio 1946.

## Impiego operativo

### Seconda guerra mondiale

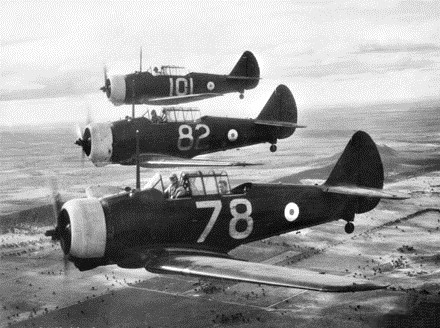
Tre Wirraway in volo di addestramento della No 2 Service Flying Training School basati alla RAAF Base Wagga.

Come il suo "cugino" americano (entrambi i modelli vennero sviluppati dal NA-16), il North American T-6 Texan ha servito molte forze aeree Alleate nella seconda guerra mondiale, il Wirraway servi come uno dei molti addestratori della RAAF dal 1939. Il modello compi il suo ultimo volo operativo nel 1959 dopo essere stato gradualmente rimpiazzato dal nuovo addestratore Winjeel. Anche se ha servito come addestratore, ha anche servito in ruoli combattivi incluso come caccia d'emergenza. Allo scoppio della guerra del Pacifico nel dicembre 1941, il Wirraways venne equipaggiato in sette squadroni aerei della RAAF: 4, 5, 12, 22, 23, 24 e 25.
Un gruppo di cinque Wirraway basati a Kluang nella Malaya per compiti addestrativi era presente in combattimento contro le forze terrestri di invasione giapponesi; questi erano in genere pilotati da neozelandesi con osservatori australiani, con qualche successo.
Il 6 gennaio 1942, i Wirraway del 24º squadrone tentarono di intercettare gli idrovolanti giapponesi sopra la Nuova Britannia. Due settimane dopo otto Wirraway del 24º squadrone difesero la città di Rabaul da 80 bombardieri e caccia giapponesi e con il risultato della distruzione di tutti i Wirraway. Il 12 dicembre successivo il pilota J. S. Archer abbatté un A6M Zero giapponese dopo averlo notato 300 metri sotto di lui, si è buttato contro il nipponico e a aperto il fuoco, mandando lo Zero danneggiato in mare. Questa è stata l'unica occasione in cui un Wirraway riuscì ad abbattere un altro aereo (ed è uno in più del numero abbattuto della sua diretta discendenza, il Boomerang). La versione da caccia del Wirraway operò in Nuova Guinea per un certo periodo in collaborazione con altre forze dell'esercito, fino a che la RAAF non li rimpiazzò con il Boomerang e lo statunitense Curtiss P-40.
Molti squadroni in prima linea della RAAF avevano almeno un Wirraway nelle loro riserve che usavano come aereo per ricevere o mandare visite ai quartieri generali o alle basi. Almeno un aereo (conosciuto come A20-527) volo con la marcatura della United States Army Air Forces.

### Dopo-guerra e servizio civile
Il servizio nel dopo-guerra del Wirraway continuo nella RAAF come addestratore al Uranquinty e Point Cook e venne presa come forza alla neoformata RAN Fleet Air Arm nel 1948. I Wirraway servirono inoltre allo squadrone della Citizen Air Force (una forza aerea di riserva che la RAAF stabilì nel 1948) con dei CAC Mustang, equipaggiarono parzialmente, No. 22 (Città di Sydney), No. 23 (Città di Brisbane), No. 24 (Città di Adelaide) and No. 25 (Città di Perth). La RAN ritirò i Wirraway nel 1957, rimpiazzato dai de Havilland Vampire. Dopo che il CAC Winjeel cominciò ad essere assegnato ai reparti, la RAAF iniziò l'eliminazione graduale dei Wirraway il 4 dicembre 1958 con un fastoso volo cerimoniale a Point Cook per celebrare il suo ritiro da quella base. L'ultimo volo militare avvenne il 27 aprile 1959 quando i CA-16 A20-686 volarono da Tocumwal allo smaltimento.
Nel 1999 un Wirraway si schiantò al suolo durante un air show a Nowra, uccidendo entrambi gli occupanti.

## Utilizzatori
Australia
- Royal Australian Air Force
- Fleet Air Arm (Royal Australian Navy).

 Regno Unito
- Royal Air Force
  - 'Y' Squadron RAF in Malaya 1941-42, ex-21 Squadron RAAF.

 Stati Uniti
- United States Army Air Forces
  - HQ Flight, Fifth Air Force.